# Present simple
Present Simple (Present Indefinite) — время английского языка. Используя это время, люди рассказывают о своих привычках и о других регулярных действиях (важна периодичность), также о научных фактах и вещах, которые всегда правдивы. К примеру, хобби, распорядок дня или события. Очень часто делают ошибки, путая Present Simple c Present Continuous. Принципиальная разница между ними в том, что последний используется для того, чтобы описать то, что мы делаем прямо сейчас.

## Форма
В утвердительных предложениях форма совпадает с инфинитивом (без частицы to), кроме 3-го лица единственного числа, для которого infinitive + окончание «s» (Пример: He plays).
В архаичном употреблении во 2-м лице единственного числа (с местоимением thou) — infinitive + окончание «st». Имеются также дополнительные правила чередования, добавления или выпадения букв на письме перед окончанием
Для усиления сказанного, перед смысловым глаголом может добавляться глагол to do в форме Present simple,

### Исключения
Present Simple (а не Present Continuous) обычно используется с глаголами состояния: agree, believe, enjoy, hate, know, like, love, mean, prefer, remember, seem, think, understand, want. Например: I don’t agree with you.(а не I’m not agreeing with you.) Dogs don’t like cats. (а не Dogs aren’t liking cats.'?') They want to stay at home.	(а не They’re wanting to stay at home.)

### Примеры
- I play football every day at 7 p.m. — Я играю в футбол каждый день в семь вечера.
- Do you play football? — Ты играешь в футбол?
- He doesn’t play football well. — Он не очень хорошо играет в футбол.

## Таблица времен английского языка
|                                   | Simple | Continuous | Perfect | Perfect Continuous |
| Active voice Действительный залог | 1) Present Simple сущ. + infinitive They sometimes translate english articles at home. Они иногда переводят английские статьи дома.                                  | 1) Present continuous' сущ. + to be + PI I am translating the article now. Я перевожу статью сейчас.                                   | 1) Present perfect сущ. + have(has) + PII We have already translated this article. Мы уже перевели эту статью. He has just translated the article where he has given new info. Он только перевел статью, в которой он дал новую информацию. This article has multiple issues. Эта статья имеет множество проблем. | 1) Present Perfect Continuous сущ. + have(has) been + PI I have been waiting for her for 20 minutes Я жду её 20 минут |
| Active voice Действительный залог | 2) Past Simple сущ. + PII I translated the article last week. Я переводил статью на прошлой неделе.                                                                  | 2) Past Continuous сущ. + was(were) + PI I was translating the article yesterday on 6 o'clock. Я переводил статью вчера в 6 вечера.    | 2) Past Perfect сущ. + had + PII They had discussed this subject by the 20th of February. Они обсудили эту проблему к 20-му февраля К 20-му февраля он уже закончил статью. He had already finished the article by the 20th of February                                                                           | 2) Past Perfect Continuous had been + Pl |
| Active voice Действительный залог | 3) Future Simple сущ. + will + infinitive I will translate the article tomorrow. Я буду переводить статью завтра.                                                    | 3) Future Continuous сущ. + will be + PI I will be translating an article next week. Я буду переводить статью на следующей неделе.     | 3) Future Perfect сущ. + will have + PII I will have translated an article by Friday. Я переведу статью к пятнице. | 3) Future Perfect Continuous сущ. + will have been + PI When I see her she will have been translating the text for 2 hours. Когда я увижу её она будет переводить текст 2 часа.                                                    |
| Active voice Действительный залог | 4) Future in the Past сущ. + would + infinitive He said that he would translate the article next week Он сказал, что переведет статью на следующей неделе.           | 4) Future in the Continuous would be +PI He said, we would be translating this article. Он сказал, что мы будем переводить эту статью. | 4) Future in the Perfect would have + PII We wondered if the train would arrive in time. Мы подумали, прибудет ли поезд вовремя. | 4) Future in the Perfect Continuous would have been + PI He said that she would have been translating the text for two hours when he sees her. Он сказал, что она будет переводить текст в течение двух часов, когда он увидит её. |
| Passive voice Страдательный залог | 1) Present Simple am/is/are + PII Rayon is manufactured. Вискоза производится. Articles are translated every day. Yes, they are. Статьи переводятся каждый день. Да. | 1) Present Continuous am/is/are being +PII That building is being built now. Это здание строится.                                      | 1) Present Perfect have(has) been + PII Your message has been sent. Ваше сообщение было отправлено. This man has been delegated to recieve placebo. Этот человек был номинирован для получения плацебо. | X |
| Passive voice Страдательный залог | 2) Past Simple was(were) + PII Тот текст был переведен 2 часа назад. The article was translated 2 hours ago.                                                         | 2) Past Continuous was(were) being +PII That building was being built. Это здание строилось.                                           | 2) Past Perfect had been + PII Статья была закончена к 20-му февраля. That article had been translated by the 20th of February. | X |
| Passive voice Страдательный залог | 3) Future Simple will + PII Ваш текст будет переведен на следующей неделе. Да (нет). Your text will be translated next week. Yes, it will. (No, it will not)         | X | 3) Future Perfect will have been + PII | X |
| Passive voice Страдательный залог | 4) Future in the Past would be + PII | X | 4) Future in the Perfect would have been + PII | X |